# 小行星11014
小行星11014（11014 Svätopluk）是一颗主带小行星，由斯洛伐克天文学家米蘭·安塔爾于1982年8月23日发现。它的轨道周期为1577.3450487天，即4.32年。
該小行星以大摩拉维亚公国的国王斯瓦托普鲁克（Svätopluk）命名。